# Rocher du Hérou
Le rocher du Hérou (ou simplement Le Hérou) est un éperon rocheux situé dans un méandre de l'Ourthe dans le massif ardennais près du village d'Ollomont entre Houffalize et La Roche-en-Ardenne en province de Luxembourg. Il est repris sur la liste du patrimoine exceptionnel de la Région wallonne.

## Géographie

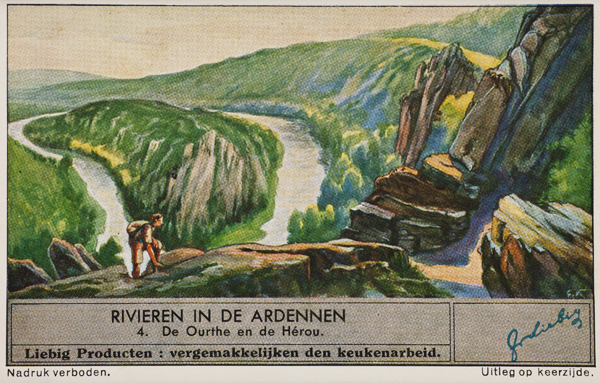
Une ancienne image Liebig avec le rocher du Hérou.

Quelques kilomètres en aval de la confluence de l'Ourthe occidentale et de l'Ourthe orientale qui forment l'Ourthe, cette rivière, venant de l'est, vient buter contre un imposante barrière rocheuse de 1 500 m de long sur environ 80 m de haut. La rivière ne peut que contourner cet obstacle naturel par le sud en formant un méandre serré puis vire complètement vers le nord en se faufilant au pied ouest du rocher.
Le rocher du Hérou est un imposant affleurement de phyllades propres à l'Ardenne se dressant verticalement en face de l'Ourthe. Le paysage y est sauvage : agglomération de croupes, de grandes côtes revêtues de futaies, de sapins, de tailles et d'escarpements rocheux.

## Activités

### Classement
Le site est classé (sur les communes de Houffalize et La Roche-en-Ardenne) :
- sur la liste du patrimoine majeur de la Région wallonne depuis le 15 octobre 1937 :
  -  Patrimoine classé (1937, no 82014-CLT-0005-01)
  -  Patrimoine classé (1937, no 83031-CLT-0007-01)
- sur la liste du patrimoine exceptionnel de la Région wallonne depuis 2009 :
  -  Patrimoine exceptionnel (2009, 2022, no 82014-PEX-0001-04)
  -  Patrimoine exceptionnel (2009, 2022, no 83031-PEX-0003-04)
- comme site Natura 2000.

### Loisirs
Le sentier de grande randonnée 57 ainsi que plusieurs balades locales gravissent puis longent le Hérou. 
Le belvédère du Hérou, appelé aussi « belvédère des six Ourthe », se trouve à une centaine de mètres de la fin de l'éperon rocheux. Il permettait d'avoir une vue exceptionnelle sur la vallée de l'Ourthe qui apparaît et disparaît à six reprises. Depuis 2009, ce belvédère est fermé au public.